# نيكولاس كايليوني
نيكولاس كايليوني (بالإيطالية: Nicholas Caglioni)‏ (14 يناير 1983 في إيطاليا - ) هو لاعب كرة قدم إيطالي في مركز حراسة المرمى. لعب مع أتالانتا ونادي برو باتاريا ونادي ساليرنيتانا ونادي كروتوني ونادي ليتشي ونادي مسينا ونادي مودينا وUSO Calcio ‏ وايه سي فانفولا 1874 ونادي فيرالبيسالو وAglianese Calcio 1923 ‏.

## وصلات خارجية
- نيكولاس كايليوني على موقع قاعدة بيانات كرة القدم.إي يو (الإنجليزية)
- نيكولاس كايليوني على موقع Soccerway.com (الإنجليزية)
- نيكولاس كايليوني على موقع عالم كرة القدم.نت (الإنجليزية)